# Bitis arietans
La vipera soffiante (Bitis arietans (Merrem, 1820)) è un serpente della famiglia dei Viperidi.

## Descrizione
Il corpo è tozzo e la testa, contenente le ghiandole velenifere, è grande con i denti veleniferi che arrivano a 4 cm di lunghezza. Ha una dimensione massima di 190 cm.
Visto che con la sua colorazione poco vistosa si mimetizza facilmente, può venire calpestata per sbaglio, e un suo morso può uccidere un uomo adulto.

## Distribuzione e habitat
È una specie diffusa in tutta l'Africa, ad eccezione del Sahara settentrionale e la fascia tropicale.

## Biologia
Se disturbata si gonfia d'aria, che rilascia sotto forma di un forte sibilo, da cui deriva il nome. Il corpo della vipera pesa così tanto che è costretta a spostarsi in modo rettilineo. Come quasi tutte le vipere, non è in grado di spostarsi ad alta velocità.
Metodo di Caccia
Questa vipera ha una tecnica di caccia alquanto particolare, riscontrabile in diversi animali: consiste nel nascondersi e mostrare la lingua, in modo che rimandi ad un piccolo lombrico. Le sue prede, tratte in inganno, si avvicinano a sufficienza per permettere al serpente di morderle, inoculando loro una potente dose di veleno. È inoltre stato osservato che si comporta in questo modo solo vicino ad ambienti acquatici o piccoli stagni, usa infatti questa tecnica perlopiù per cacciare anfibi.

### Alimentazione
Si nutre di roditori, rane e rospi e cattura la preda con un morso con cui inietta molto veleno.

### Riproduzione
È una specie ovovivipara e può avere fino a 150 uova anche se la media è molto più bassa